# Bludný balvan Tyrelio
Bludný balvan Tyrelio, litevsky Tyrelio akmuo nebo Velnio akmuo a česky lze přeložit také jako Čertův kámen nebo Ďáblův kámen, je státem chráněný žulový bludný balvan. Nachází se v seniorátu Gaižaičių seniūnija v okrese Joniškis v Šiauliaiském kraji v Litvě. Nachází se také v bažinách/mokřadech chráněného území Mūšos tyrelio telmologinis draustinis v Regionálním parku Žagarė soustavy NATURA 2000.

## Další informace
V létě 2001 upoutal balvan u pramenů řeky Mūša pozornost odborníků. Prokázalo se, že byl využíván v pohanském náboženství. V kameni jsou vytesány znaky, obraz rohaté kozí nebo jelení hlavy a také drážka zřejmě pro odtok krve při obětování. Existuje tu určitá podobnost s jinými obětními balvany v Litvě. V roce 2003 byl balvan zapsán jako přírodní památka (kód památky 28181). Dne 21. června 2007 byl kámen prohlášen za státem chráněnou památku. Výška balvanu: 1,45 m, délka: 3,2 m, šířka: 3,0 m a maximální obvod: 11,2 m. Balvan byl na místo transportován z Fennoskandinávie zaniklým ledovcem v době ledové. K balvanu vede naučná stezka Mūšos Tyrelio (Mūšos Tyrelio pažintinis takas).

## Galerie

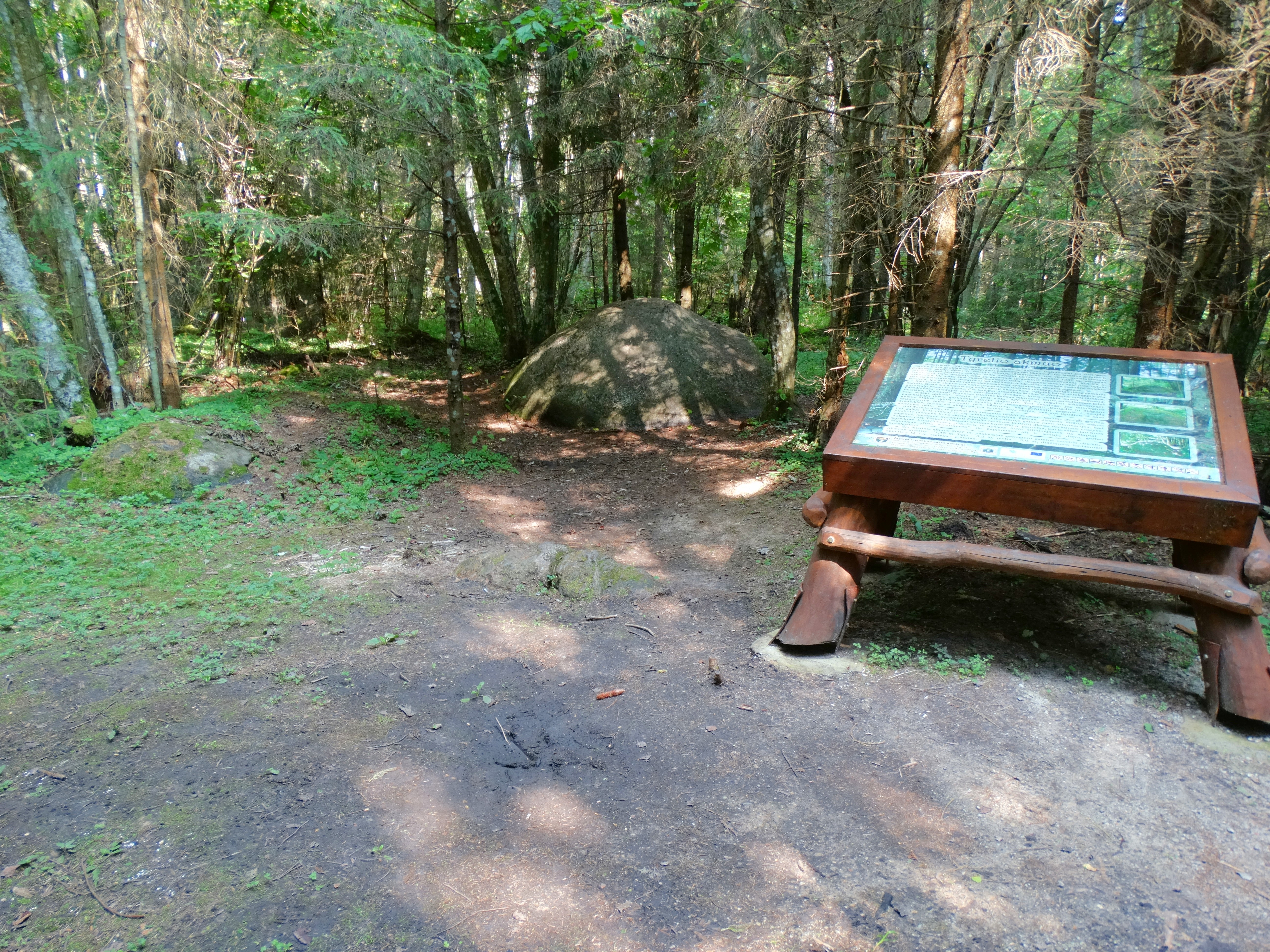
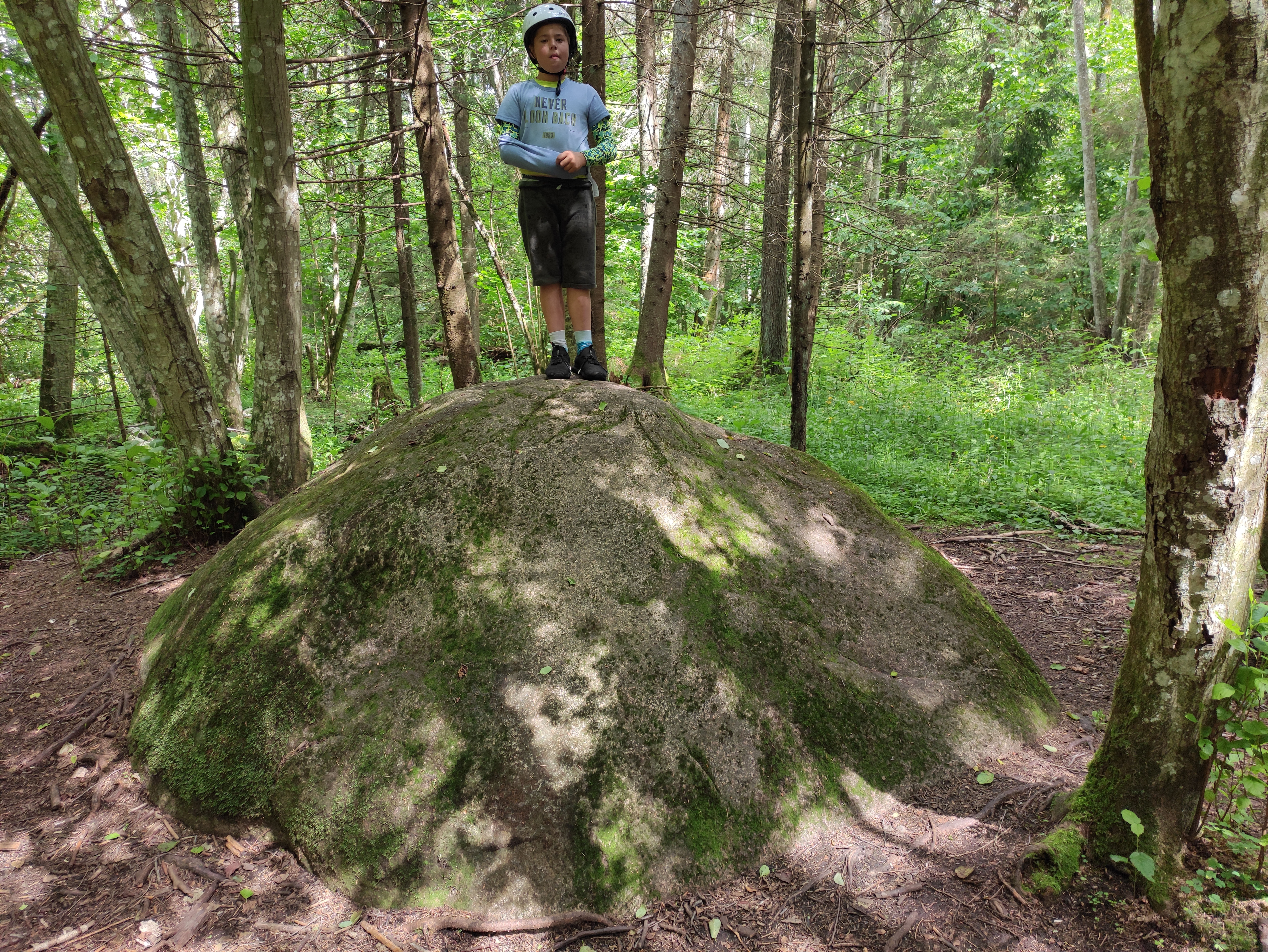
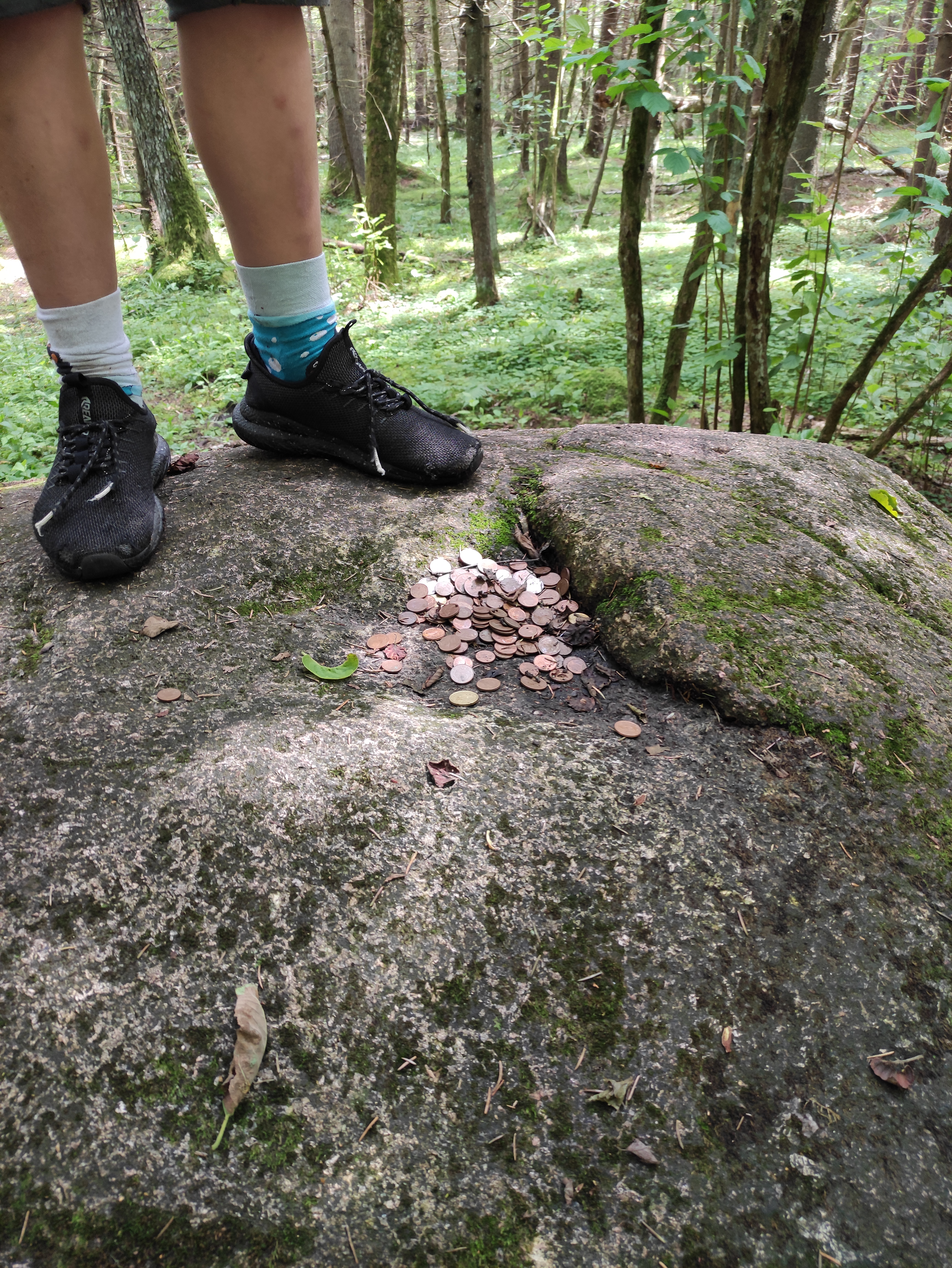